# Associatie van gewoon sterrenmos en knikkend palmpjesmos
De associatie van gewoon sterrenmos en knikkend palmpjesmos (Mnio-Isothecietum myosuroidis) is een associatie uit het verbond van gaffeltandmos en bosklauwtjesmos (Dicrano-Hypnion andoi).

## Naamgeving en codering
| Mnio horni-Isothecietum myosuroidis Barkm. 1958 |

- Syntaxoncode voor Nederland (rVvN): r57Aa02

De wetenschappelijke naam Mnio-Isothecietum myosuroidis is afgeleid van de botanische namen van twee diagnostische soorten van de associatie. Dit zijn gewoon sterrenmos (Mnium hornum) en knikkend palmpjesmos (Isothecium myosuroides).

## Ecologie
De associatie van gewoon sterrenmos en knikkend palmpjesmos komt voor op stobben, voeten en dikke worteluitlopers van oude loofbomen in oude, luchtvochtige, oligotrofe bossen. De draagbomen zijn vooral beuk, en in mindere mate zomereik en wintereik.

## Vegetatiezonering
In de vegetatiezonering treedt de associatie van gewoon sterrenmos en knikkend palmpjesmos veelal op als microgemeenschap in bossen uit de klasse van eiken- en beukenbossen op voedselarme grond.

## Fotogalerij

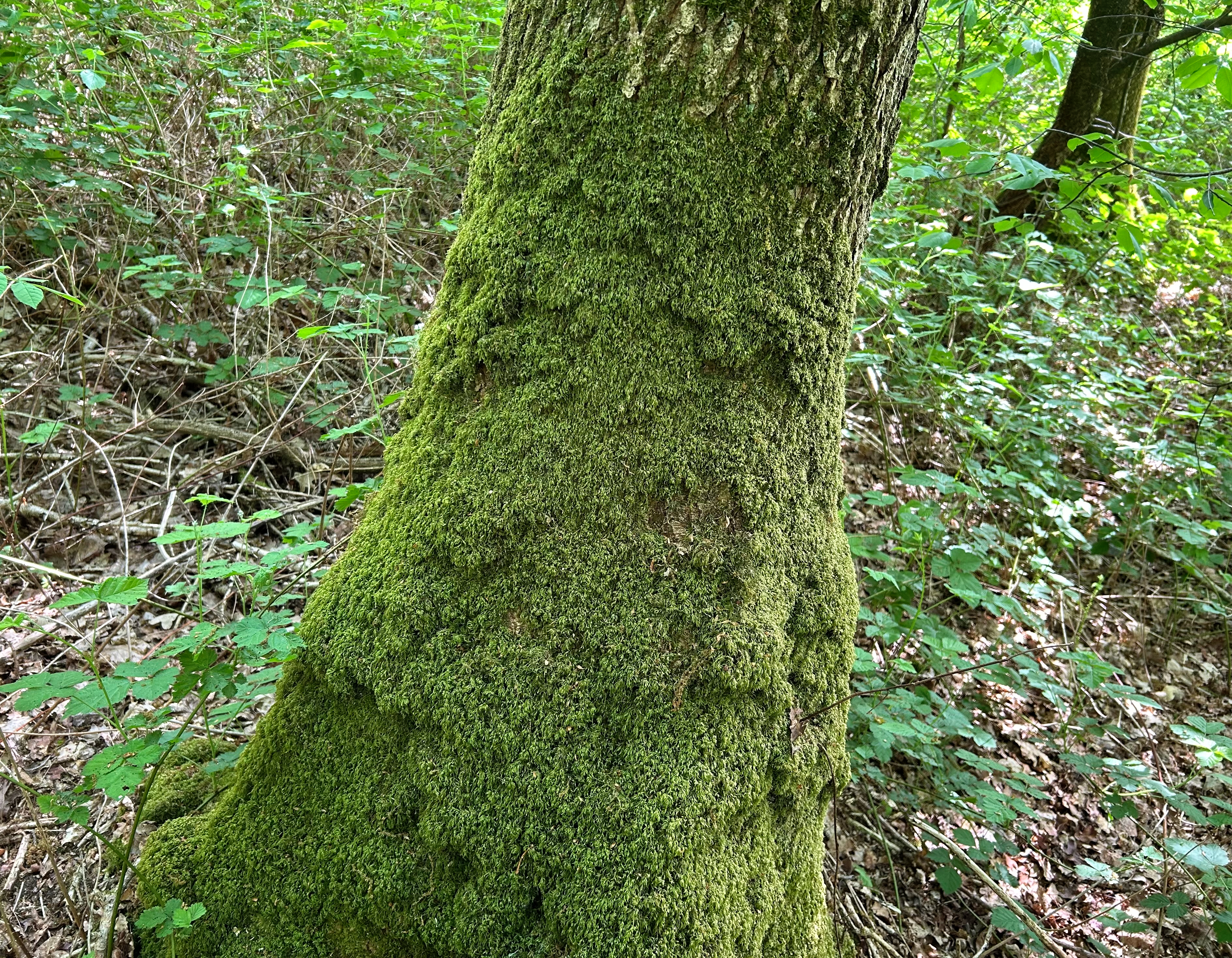